# Coleophora tozeurensis
Coleophora tozeurensis é uma espécie de mariposa do gênero Coleophora pertencente à família Coleophoridae.